# Lore Rhomberg
Leonore „Lore“ Rhomberg (* 10. April 1923 in Dornbirn, Vorarlberg als Leonore Hämmerle; † 11. Juli 2016 ebenda) war eine österreichische Künstlerin.

## Kurzbiographie
Rhomberg wurde 1923 als Tochter von Grete Hämmerle (geb. Fallscheer; 1894–1980) und Hubert Hämmerle (1891–1973) geboren. Sie war die mittlere von drei Töchtern.
Von 1940 bis 1943 studierte sie an der Akademie für Angewandte Kunst in München bei Fritz Skell (Naturwissenschaftliches Zeichnen und Aquarellieren), musste aber aufgrund des Zweiten Weltkrieges ihr Studium unterbrechen. Von 1946 bis 1948 schloss sie ihr Studium an der Akademie für Bildende Künste in Stuttgart bei Zeller (Zeichnen) und Fritz Steisslinger (Malen) ab.
1950 heiratete sie Manfred Rhomberg (1923–2007), mit dem sie drei Söhne bekam.
Lore Rhomberg wohnte und arbeitete in Dornbirn und Schwarzenberg.

## Künstlerisches Schaffen
In Anlehnung an den Text zur Ausstellung zum 90. Geburtstag in Schwarzenberg, 2013
Das Aquarell war das bevorzugte Medium von Lore Rhomberg. Bei dieser Malweise löst das Wasser die Farbe auf, verwischt sie und bestimmt dadurch ihre Intensität. Tiefer liegende Malschichten werden nicht zugedeckt, sondern bleiben sichtbar. Diese Eigenschaften geben dem Aquarell einen leichten, lichtdurchlässigen Charakter und implizieren einen Aufbau der Farbkombination, vom Hellen zum Dunkeln. Die Technik des Aquarellmalens, die ein späteres Korrigieren so gut wie nicht erlaubt, hat die Künstlerin zu hoher Präzision entwickelt. Jede Farbfläche scheint einerseits wohlüberlegt und andererseits in erfrischender Spontanität auf Papier gebracht worden zu sein. Es zeigt sich die dynamische Direktheit, mit welcher die Pinselstriche gesetzt wurden. Die geübte Beherrschung des Farbauftrags ermöglicht der Künstlerin die eigenen Vorstellungen und Ansichten aus ihrer Empfindung heraus sichtbar zu machen und dabei immer wieder die Grenze zum Abstrakten zu überschreiten. Oft arbeitet Lore Rhomberg an einem Thema mit mehreren Blättern gleichzeitig, aber mit präzisen Vorstellungen. Die Inspiration findet sie in der beobachteten Umgebung, die sie in gemalte Gefühle übersetzt. Intuition und Gefühl spielen für Lore Rhomberg eine große Rolle, sowohl in der Auswahl der Formen als auch in der starken Farbgebung.
Schon als Schulmädchen griff die Künstlerin bei jeder Gelegenheit zu Bleistift und Farbe, um ihre Eindrücke und Gedanken festzuhalten. Statt Süßigkeiten wünschte sie sich Zeichenpapier, auf dem sie die gehörten Märchen und Geschichten illustrierte. Während ihrer Studienzeit in Stuttgart kam Lore Rhomberg erstmals mit dem deutschen Expressionismus in Berührung, der ihre künstlerische Entwicklung nachhaltig beeinflusste. Wiederkehrende Vergleiche mit den expressiven Farben eines Emil Nolde kommen daher nicht von ungefähr. Ihre Motive bleiben großteils gegenständlich, was unter anderem in zahlreichen Landschafts- und Naturansichten zum Ausdruck kommt. Während der Jugendzeit hegte Lore Rhomberg den tiefen Wunsch, Kinderbücher zu illustrieren. Zu diesem Jugendtraum kehrt sie wiederholt zurück, indem sie sich ihren Steiff Teddybären oder Puppen von Käthe Kruse künstlerisch widmet.
Nach der Heirat und der Gründung einer Familie blieb Lore Rhomberg, trotz begrenzter Zeit, ihrer Leidenschaft zum Kunstschaffen treu und verlegte ihre künstlerische Arbeit an den Rand des Tages. Am Abend fertigte sie die Skizzen, die sie tags darauf, in den frühen Morgenstunden, mit Pinsel und Farbe umsetzte.
Ab dem Jahr 1979 wurde Schwarzenberg zu ihrer Wahlheimat, wo sie einen großen Teil der Woche verbrachte. Die stimmungsreichen Landschaften von Schwarzenberg und dem Bregenzerwald inspirierten sie zu zahlreichen neuen Bildmotiven. Diese Bildmotive spiegeln sich auch im Werkzyklus „Eine Alpensinfonie nach Richard Strauss“ wider. Die Serie von 22 Bildern entstand in den Jahren 1982 bis 1984 und bildete damals den vorläufigen Höhepunkt ihrer Schaffensperiode. Mit der Faszination für das Fließende setzte Lore Rhomberg die gehörten Töne in Farben um. Dabei ahmte sie weniger die Natur nach, sondern verbildlichte einmal mehr ihre Empfindungen, immer mit der nötigen Balance zwischen intensiver Farbenwucht und zart verhaltener Transparenz. Der Werkzyklus war zuletzt 1986 in der ehemaligen Galerie der Staatsoper in Wien zu sehen und kehrte 2013 mit 10 Bildern aus der Serie erstmals zurück an den Entstehungsort, nach Schwarzenberg, ins Angelika Kauffmann Museum.

## Würdigungen
„Für die Malweise von Lore Rhomberg trifft die Beschreibung von Moldovan genau zu. Strahlende Bläue eines Himmels, grelles Licht und starke Schatten sind nicht das, was die Künstlerin sucht und braucht. Im Gegenteil, im Zwischenlicht kommt die Wasserfarbe am zauberhaftesten zu ihrer Schönheit. Eine der großen Meister des Aquarells ist Lore Rhomberg. Was sie aus ihrer Farbenpalette zu machen versteht, hat die Verinnerlichung und Poesie mancher Nolde-Bilder.“

„Mit der Alpensinfonie hat Lore Rhomberg ein formal gebändigtes Werk geschaffen … Man könnte den Stil als Mezzorealismus bezeichnen: Die Plastizität der realen Dinge ist in eine sparsame Flächenhaftigkeit der Bildebene aufgelöst und fast nur noch als Illusion vorhanden … Allenthalben ist ein Zustand zwischen Traum und Wirklichkeit hergestellt, vielfach glaubt man auch Symbole wahrzunehmen. Mit diesen Bildern ist es der Künstlerin gelungen, nicht nur eine ungewöhnliche Hommage für die Musik von „Eine Alpensinfonie“, sondern auch eine eigenständige Huldigung an die Berge der Alpen zu schaffen.“

## Ausstellungen
- 1965 Thurn und Taxis, Bregenz (A)
- 1973 Palais Liechtenstein, Feldkirch (A)
- 1976 Neufeld Galerie, Lustenau (A)
- 1977 Neufeld Galerie, Au (CH)
- 1981 Neufeld Galerie, Zürich (CH)
- 1983 Galerie in der Sonnenburg, Lech (A)
- 1983 Galerie Haas, Vaduz (FL)
- 1984 Kulturhaus, Dornbirn (A), Vorstellung Werkzyklus „Eine Alpensinfonie nach Richard Strauss“ mit Präsentation des Buches
- 1986 Galerie in der Staatsoper, Wien (A)
- 1988 Galerie am Lindenplatz, Schaan (FL)
- 1990 Galerie in der Zollgasse, Dornbirn (A)
- 1993 LH-Rhomberg-Haus, Dornbirn (A), zum 70. Geburtstag in Verbindung mit der Präsentation des Buches „Lore Rhomberg – Aquarelle“
- 1995 Galerie in der Sonnenburg, Lech (A)
- 1995 Galerie in der Zollgasse, Dornbirn (A), „Hommage à Nolde“
- 2001 Galerie am Lindenplatz, Vaduz (FL)
- 2005 Rohnerhaus, Lauterach (A), „Die Malerfamilie Rhomberg“
- 2006 Angelika Kauffmann-Saal, Schwarzenberg (A), „Leopold Fetz / Lore Rhomberg“
- 2008 c.art, Dornbirn (A)
- 2011 Galerie in der Sonnenburg, Lech (A)
- 2013 Angelika Kauffmann Museum, Schwarzenberg (A)